# 36 (getal)
36 is het natuurlijke getal volgend op 35 en voorafgaand aan 37.

## In de wiskunde
- Het is het kwadraat van 6 alsook een driehoeksgetal, waarmee het een driehoekskwadraatgetal is. Het is ook een 13-gonaal getal en een hogelijk samengesteld getal. Het is een Harshadgetal.
- Dit getal is de som van een priemtweeling (17 + 19), en de som van de derde machten van de eerste drie natuurlijk getallen (36 = 13 + 23 + 33)
- 36 is het kleinste getal n met precies 8 oplossingen voor de vergelijking φ(x) = n.

## In natuurwetenschap
36 is
- Het atoomnummer van het scheikundig element krypton (Kr).

## In het Nederlands
Zesendertig is een hoofdtelwoord.

## Overig
Zesendertig is ook:
- Op de piano, het aantal zwarte toetsen.
- Het landnummer voor internationale telefoongesprekken naar Hongarije.
- Het oorspronkelijke aantal afbeeldingen van Zesendertig gezichten op de berg Fuji.
- Historische jaren: 36 A.D. of 1936
- De 36 Krijgslisten